# Ronald Gower
Lord Ronald Charles Sutherland-Leveson-Gower (2 août 1845 - 9 mars 1916) est un sculpteur britannique, surtout connu pour sa statue de Shakespeare à Stratford-upon-Avon. Il a également écrit des biographies de Marie-Antoinette et de Jeanne d'Arc, en plus d'être député libéral de Sutherland. Il est accusé par le prince de Galles de «pratiques contre nature» et est l'une des nombreuses personnalités de la société impliquées dans le scandale de Cleveland Street, où un bordel masculin est perquisitionné par la police.

## Jeunesse
Né le 2 août 1845, il est le plus jeune fils de onze enfants, sept filles et quatre fils, nés de George Sutherland-Leveson-Gower (2e duc de Sutherland) et de sa femme Lady Harriet Howard  Il est le frère de Lady Elizabeth Georgiana (1824–1878), qui épouse le 8e duc d'Argyll ; Lady Evelyn Gower (1825–1869), qui épouse le 12e Lord Blantyre ; Lady Caroline Gower (1827–1887), qui épouse le 4e duc de Leinster ; George Gower (1828–1892), qui devient le 3e duc de Sutherland ; Lady Constance Gower (1834–1880), qui épouse le 1er duc de Westminster ; et Lord Albert Gower (1843–1874), qui épouse Grace Abdy.
Ses grands-parents paternels sont George Leveson-Gower (1er duc de Sutherland) et son épouse Elizabeth Gordon, comtesse de Sutherland. Ses grands-parents maternels sont George Howard (6e comte de Carlisle) et Lady Georgiana Cavendish (1783–1858), elle-même fille de William Cavendish (5e duc de Devonshire) et de Georgiana Cavendish.
Il fait ses études au Collège d'Eton et au Trinity College de Cambridge .

## Carrière
De 1867 à 1874, il est député libéral de Sutherland. Il ne prononce qu'un seul discours à la Chambre, même s'il occupe le siège pendant plusieurs années. Apparemment, "c'est avec un certain soulagement qu'avec la démission du gouvernement de Gladstone au début de 1874, il abandonne" son siège. Il est remplacé comme député par son neveu Cromartie, marquis de Stafford (le fils aîné survivant de son frère aîné le 3e duc de Sutherland).
Il est administrateur de la National Portrait Gallery et du Birthplace and Shakespeare Memorial Building à Stratford-on-Avon .
En 1889, il se rend en Amérique et fait don de plusieurs de ses œuvres à d'éminents musées américains .

### Travail créatif

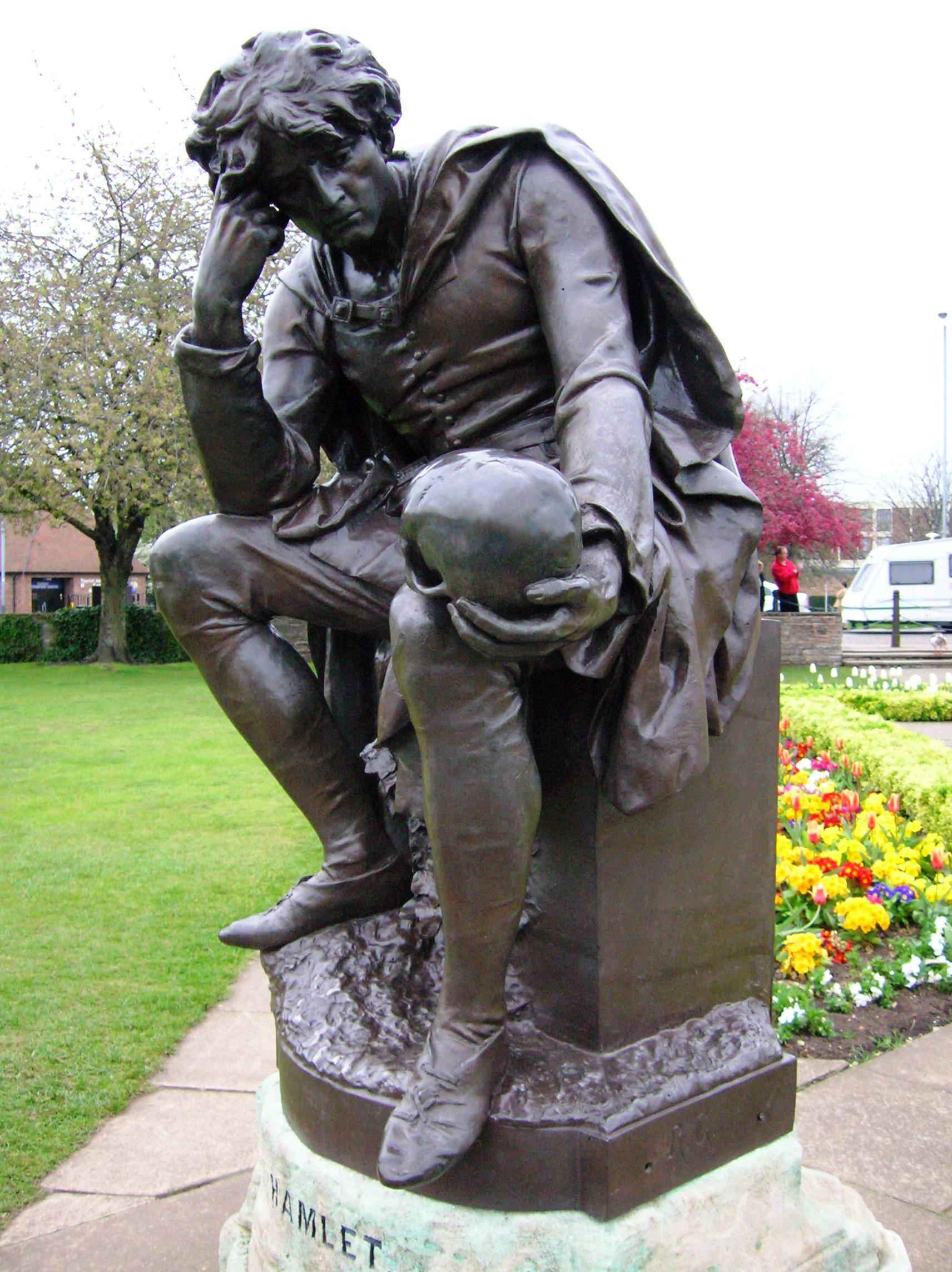
La statue de Gower représentant Hamlet à Stratford-upon-Avon

Sculpteur, il publie également de nombreux ouvrages sur les beaux-arts. Lord Ronald partage un atelier dans l'ancienne maison de Sir Joshua Reynolds à Leicester Square avec John O'Connor, un peintre paysagiste et décorateur de théâtre irlandais. En 1875, il se rend à Paris pour commencer la sculpture dans l'atelier d'Albert-Ernest Carrier-Belleuse, l'un des membres fondateurs de la Société Nationale des Beaux-Arts.
Sa sculpture la plus importante est la statue de Shakespeare et de quatre de ses personnages principaux, érigée à Stratford-upon-Avon. Il a également créé une sculpture représentant Marie-Antoinette en route vers l'échafaud et une autre d'un membre de la Vieille Garde à Waterloo.
Il écrit également des biographies de Marie-Antoinette et de Jeanne d'Arc et une histoire de la Tour de Londres. Il a en outre publié My Reminiscences (pub. 1883) qui est un mémoire de son éducation et de sa vie  ainsi que Old Diaries 1881-1901 (pub. 1902).

## Vie privée

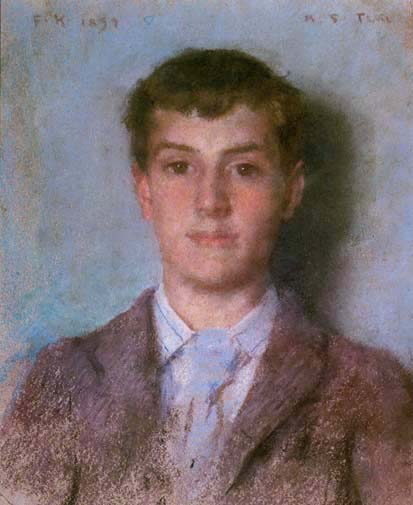
L'amant de Gower Frank Hird en 1894, dessin à la craie par Henry Scott Tuke.

Gower, qui ne s'est jamais marié, est bien connu dans la communauté homosexuelle de l'époque. L'histoire d'Oscar Wilde, Le Portrait de Mr. W. H., est interprétée comme un commentaire sur le cercle social de Gower, et Gower est généralement identifié comme le modèle de Lord Henry Wotton dans Le Portrait de Dorian Gray . En 1879, des allusions à ses liaisons homosexuelles publiées dans la revue Man of the World conduisent Gower à poursuivre le journal, mais plus tard dans l'année, le prince de Galles lui envoie une lettre l'accusant d'être "membre d'une association pour pratiques contre nature"., auquel Gower écrit une réponse en colère .
John Addington Symonds, qui reste avec lui une fois, déclare que Gower "sature l'esprit d'Uraniste [l'homosexualité] du genre le plus diabolique le plus élevé" . Sa relation la plus notable est avec le journaliste Frank Hird (1873–1937), qui dure jusqu'à la fin de la vie de Gower. Gower adopte ensuite Hird comme son fils, ce qui amène Wilde à remarquer à une occasion: "Frank peut être vu, mais pas Hird." Ils sont enterrés ensemble à l'église paroissiale St Paul, Rusthall, Kent.
Lord Ronald Gower est décédé le 9 mars 1916 à son domicile de Royal Tunbridge Wells, dans le Kent.

### Scandale de 1890
En 1890, Gower est impliqué dans le scandale de Cleveland Street . Le scandale de Cleveland Street lui-même a lieu en 1889 lorsqu'un bordel masculin homosexuel de Cleveland Street, Fitzrovia, Londres est découvert par la police. Entre autres, la rumeur dit que le prince Albert Victor, le fils aîné du prince de Galles et 2e en ligne sur le trône britannique, a visité le bordel . En 1890, Lord Ronald ainsi que Lord Errol sont impliqués  avec le mondain Alexander Meyrick Broadley , qui s'enfuit à l'étranger pendant quatre ans ,. Le Figaro de Paris allègue même que Broadley a emmené le général Georges Boulanger et Henri Rochefort dans la maison .

### Scandale de 1913
En 1913, Francis R. Shackleton (frère du célèbre explorateur antarctique Sir Ernest Shackleton) est accusé d'avoir escroqué Gower . Apparemment, Lord Ronald a confié à Shackleton 25 000 $ à investir en 1910. Shackleton incite Lord Ronald à acheter 5 000 actions de la City of Montevideo Public Works Corporation, qui sont essentiellement des actions sans valeur qui ne bénéficient qu'à Shackleton . Le montant volé par Shackleton est ensuite revendiqué comme étant de plus de 200 000 $ à Lord Ronald et de 30 000 $ à son «ami confidentiel»; Franck Hid . Il est allégué que Shackleton a initialement rencontré Ronald en 1905 et Hird en 1907, que le New York Times appelle le fils adoptif de Lord Ronald . En raison de la perte, il est contraint de vendre sa maison de campagne, Hammerfield à Penshurst dans le Kent, à Arnold Hills .